# Cynorta hondurensis
Cynorta hondurensis is een hooiwagen uit de familie Cosmetidae.